# Untreu
Untreu ist ein US-amerikanisches Beziehungsdrama aus dem Jahr 2002 von Adrian Lyne. Es handelt sich um eine freie Neuverfilmung des französischen Klassikers Die untreue Frau von Claude Chabrol. In den Hauptrollen spielen Diane Lane und Richard Gere.

## Handlung
Die New Yorkerin Connie Sumner, ihr Ehemann Edward und ihr Sohn Charlie sind eine glückliche Familie. Die Eltern führen eine typische amerikanische Musterehe, die langsam zur Routine zu werden beginnt. Durch Zufall lernt Connie an einem stürmischen Tag im New Yorker Stadtteil Soho den sehr viel jüngeren Buchhändler Paul Martel kennen, der ihr Hilfe bei der Verarztung einer Wunde anbietet. Bewusst lässt sie, nachdem sie zunächst vergeblich versucht hat, ein Taxi zu bekommen, ein offensichtlich freies Taxi vorbeifahren und geht mit ihm in seine Wohnung. Dort widersteht sie zunächst Pauls offensichtlichen Offerten und geht. Einige Tage später nimmt sie jedoch wieder Kontakt auf, und schließlich beginnen beide eine leidenschaftliche Affäre mit regelmäßigen Treffen, die stets am Tag und für wenige Stunden stattfinden. Meistens treffen sie sich in seiner Wohnung, aber sie haben auch Sex in einem Kino und auf der Toilette eines Cafés, das Connie mit zwei Freundinnen aufgesucht hat.
Edward bemerkt Veränderungen an seiner Frau, wie beispielsweise neue Kleidung, und schöpft schließlich Verdacht, als sie sich in Ausreden und Lügen verstrickt. Auch werden Connie und Paul von einem Mitarbeiter von Edward gesehen, der sie zwar nicht verrät, aber Edward im Streit mit einer Andeutung verunsichert. Edward engagiert schließlich einen Privatdetektiv, der ihm kompromittierende Beweisfotos und Pauls Anschrift liefert. Für Connie wird die Affäre unterdessen immer stärker zur Belastung, da sie nur noch an Paul denken kann, und er nicht immer für sie verfügbar ist. Als sie ihren Liebhaber schließlich mit einer deutlich jüngeren Gespielin erwischt, will sie sich von ihm trennen, erliegt aber wieder seinem Sexappeal und hat mit ihm Sex im Treppenhaus.
Zeitgleich hat Edward das Apartment von Paul aufgesucht. Er verpasst Connie nur um wenige Sekunden und will den jungen Mann, der ihm – nur mit einem Mantel bekleidet – die Tür öffnet, zur Rede stellen. Paul lädt Edward auf ein Glas Wodka ein und gesteht die Affäre mit einer gewissen Gleichgültigkeit. Edward ist zunächst noch gefasst, gerät dann aber in Rage, als er weitere Details erfährt, beispielsweise, dass Connie über ihn gesprochen hat oder dass sie ihrem Liebhaber eine Schneekugel geschenkt hat, die er selbst ursprünglich für Connie gekauft hatte. Er packt diese Schneekugel, die er neben dem zerwühlten Bett entdeckt hatte, und erschlägt damit Paul.
Zunächst will Edward, geschockt von seiner eigenen Tat, die Polizei rufen, entschließt sich dann aber doch, seine Spuren zu verwischen und die Leiche auf einer Müllhalde abzulegen. Wenig später erscheint die Polizei für Befragungen bei den Sumners, da sie Connies Telefonnummer in Pauls Apartment gefunden hatte. Die Polizei entlarvt Aussagen Connies, nachdem Pauls Leiche gefunden worden war, zwar als falsch, dennoch gibt es keine klaren Anhaltspunkte, die für ihre oder gar Edwards Täterschaft sprechen würden. Als Connie beim Abholen von Kleidung aus der Reinigung die Beweisfotos des Privatdetektivs in Edwards Jacke findet, erkennt sie, dass Edward über ihr Verhältnis Bescheid weiß. Und als sie die Schneekugel, die sie Paul geschenkt und die Edward als Tatwaffe benutzt hatte, wieder bei sich zuhause entdeckt, wird ihr klar, dass Edward für Pauls Tod verantwortlich ist. Trotz der massiven Enttäuschungen spüren beide, dass sie einander noch immer lieben und zusammenhalten wollen.
In der Schlussszene sitzen Connie, Edward und Charlie in einem Auto an einer zunächst roten Ampel vor einem Polizeirevier und erörtern, wie es weitergehen soll. Edward will sich nun doch der Polizei stellen, Connie schlägt jedoch vor, nach Mexiko auszuwandern und dort ein neues Leben zu beginnen. Es bleibt offen, wie die Geschichte endet.

## Kritiken
„Weniger gesellschaftlich motiviert als der filmische Vorgänger, sondern eine Darstellung bedrohter Selbstkontrolle und sexueller Verführbarkeit. Diane Lane in der weiblichen Hauptrolle verleiht dem Film einen bemerkenswerten Rang, den die Story und die übrige Besetzung oft vermissen lassen.“

„Obwohl Richard Gere als gehörnter Ehemann überzeugt wie selten, Fremdgängerin Diane Lane nie erotischer war und Olivier Martinez (Der Husar auf dem Dach) seinem Beinamen ‚der französische Brad Pitt‘ alle Ehre macht, kommt das Drama nicht richtig in Fahrt, die überstilisierten Erotikszenen wirken steril. In den 80ern wäre das zweifelsohne hip gewesen. Aber die sind, gottlob, lange vorbei.“

## Hintergrund
- In einer alternativen Fassung des Endes steigt Edward aus dem Auto und betritt die Polizeistation. Die Produktionsfirma Fox zog diese Version vor, aber Regisseur und Schauspieler sprachen sich nachdrücklich für das offene Ende aus, so dass dieses doch übernommen wurde. (Das alternative Ende ist in den Extras der Special-Edition-DVD enthalten.)
- Brad Pitt und Ryan Phillippe waren für die Rolle des Paul im Gespräch, bis dieser zum Franzosen umkonzipiert wurde und Martinez den Part bekam. Die Rolle des Edward wurde vor Gere auch Robert Redford angeboten.
- Lane wurde von Regisseur Lyne angewiesen, sich zur Vorbereitung auf die Liebesszenen den deutschen Film Aimée & Jaguar anzusehen.
- Im Film ist Paul ein junger Mann um die 28, Connie wird als reifere Frau dargestellt, die Ende 30 oder Anfang 40 sein könnte. Tatsächlich trennen die Schauspieler aber nur ein Jahr, Martinez war im Drehjahr 36 Jahre, Lane 37 Jahre alt.

## Soundtrack
Die Musik wurde von Jan A. P. Kaczmarek, einem polnischen Komponisten, verfasst. Es ist ein ruhiges, klavierbetontes Werk, in dem vor allem die Gefühle und die zwiespältigen Eindrücke von Connie Sumner dargestellt werden.

## Rezeption/Auszeichnungen
Untreu wurde von den Kritikern sehr positiv aufgenommen und war an den Kinokassen ein großer Erfolg. Lane katapultierte sich mit der Rolle der Connie in die erste Liga der Hollywoodschauspielerinnen und wurde für einen Golden Globe und einen Oscar nominiert. Sie gewann außerdem den New York Film Critics Circle Award, den National Society of Film Critics Award sowie den Golden Satellite Award und wurde für den Screen Actors Guild Award, den Online Film Critics Society Award, den Chicago Film Critics Association Award und den Broadcast Film Critics Association Award nominiert.
Die Deutsche Film- und Medienbewertung FBW in Wiesbaden verlieh dem Film das Prädikat besonders wertvoll.
Untreu wurde 2003 für den Costume Designers Guild Award und für den Motion Picture Sound Editors Award nominiert.
Unter der Regie von Anurag Basu entstand 2004 eine indische Neuverfilmung mit dem Titel Murder. Die Hauptrollen spielten Mallika Sherawat, Emraan Hashmi und Ashmit Patel.